# Holly Edmondston
Holly Edmondston, née le 5 décembre 1996 à Nelson, est une coureuse cycliste néo-zélandaise. Spécialiste des épreuves d'endurance sur piste, elle est notamment championne d'Océanie de poursuite par équipes en 2015.

## Biographie
En 2015, elle devient championne d'Océanie de poursuite par équipes avec Kirstie James, Alysha Keith, Philippa Sutton et Elizabeth Steel. 

## Palmarès sur piste

### Jeux olympiques
- Tokyo 2020
  - 8e de la poursuite par équipes
  - 10e de l'omnium

### Championnats du monde
- Gwangmyeong 2014
  -  Médaillée de bronze de la poursuite par équipes juniors
- Pruszków 2019
  -  Médaillée de bronze de la poursuite par équipes

### Coupe du monde
- 2018-2019
  - 2e de la poursuite par équipes à Saint-Quentin-en-Yvelines
  - 3e de la poursuite par équipes à Milton
- 2019-2020
  - 1re du scratch à Cambridge
  - 1re de la poursuite par équipes à Cambridge (avec Bryony Botha, Rushlee Buchanan, Kirstie James et Jaime Nielsen)
  - 2e de la poursuite par équipes à Brisbane
  - 3e de l'omnium à Brisbane

### Championnats d'Océanie
| Édition / Épreuve | Poursuite par équipes                   | Omnium |
| Invercargill 2015 | Or (avec James, Keith, Sutton et Steel) |        |
| Melbourne 2016    |                                         | Bronze |

### Championnats nationaux
- 2017
  - 3e de la course à l'américaine

## Palmarès sur route
- 2017
  - 3e du Tour de Delta
- 2019
  -  Championne de Nouvelle-Zélande sur route
  - 3e du championnat de Nouvelle-Zélande du contre-la-montre
- 2022
  - 3e du championnat de Nouvelle-Zélande du contre-la-montre